# 월드 프라이드

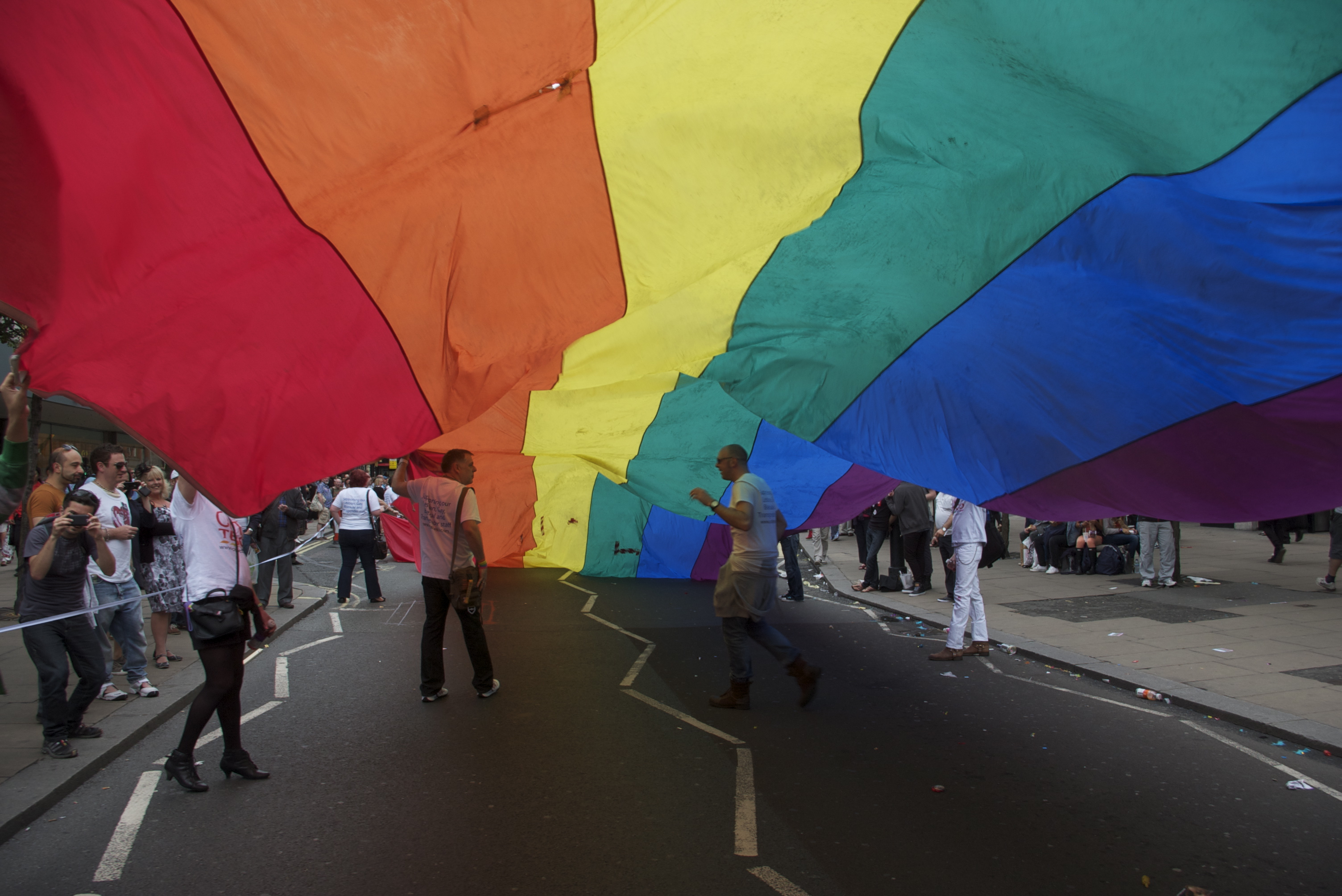

월드 프라이드 (WorldPride)는 인터프라이드가 기획하고 회원국 중 한 국가가 주최하는 행사이다. 퍼레이드, 축제 및 기타 문화 활동을 통해 레즈비언, 게이, 양성애자 및 트랜스젠더 문제를 국제적 차원에서 홍보하는 행사다. 이 행사는 폴 스텐슨의 주도로 2000년에 로마에서 처음 개최되었다.

## 같이 보기
- 퀴어 퍼레이드